# Фортуна (футзальний клуб, Дніпропетровськ)
Фортуна  — український футзальний клуб, який представляє місто Дніпро, учасник чемпіонату України з футзалу.

## Історія
У сезоні 1995/96 «Фортуна» виступала у вищій лізі чемпіонату України, де замінила інший дніпропетровський колектив — «Ніке». Команда зайняла тринадцяте місце з п'ятнадцяти, після чого припинила свої виступи в елітному дивізіоні. Наступного сезону гравці «Фортуни» — Олексій Бережний, Олег Кузьменко, Сергій Лебідь, Володимир Фрішбутер, Володимир Чапалда — виступали в складі іншого дніпропетровського клубу — «Механізатора».